# Antonio Caselli
Antonio Manuel Caselli (Villa Urquiza (Buenos Aires), 24 de octubre de 1968) es un dirigente deportivo de fútbol, empresario argentino y exembajador en la Argentina de la Soberana Orden de Malta. Fue el embajador mundial más joven de la historia, al asumir el cargo en el año 2001, con apenas 32 años.

## Biografía
Antonio Caselli nació el 24 de octubre de 1968 en el barrio de Villa Urquiza, Capital Federal. Creció junto a sus padres, Beatriz Carmen Mancini y Esteban Juan Caselli, y sus dos hermanos, siendo Antonio el mayor de los tres.
Su vocación política fue heredada de su padre, "Cacho" Caselli, quien fue Embajador argentino ante la Santa Sede y senador en Italia por América Meridional, entre otros puestos de renombre. Actualmente ejerce su cargo como Gentiluomo di Sua Santita, un cargo honorífico en la Santa Sede.

### Estudios
Realizó sus estudios primarios en el Colegio Manuel Belgrano, en el barrio de Belgrano y el secundario en el mismo establecimiento. Una vez graduado, comenzó a estudiar Relaciones Públicas en la Universidad Argentina de la Empresa (de Buenos Aires). Se recibió de Licenciado en el año 1996. Para completar sus estudios, realizó un Posgrado en Diplomacia llevado a cabo en Inglaterra en 1997 y luego, en 1999, otro posgrado en Italia.

## Orden de Malta
En 1999, Antonio Caselli fue nombrado integrante de la Soberana y Militar Orden de Malta, con el grado de Caballero Gracia Magistral.

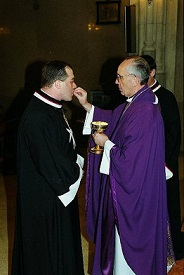
Antonio Caselli en 2006, recibiendo la comunión de parte del entonces Cardenal Jorge Bergoglio

Dos años más tarde, en febrero de 2001, sustituyó a Pedro de Ocampo como el embajador de la Orden ante la República Argentina, convirtiéndose en el diplomático más joven del mundo con 32 años.
Al frente de la Orden llevó a cabo diversas donaciones solidarias que quedaron marcadas por su magnitud e importancia. A pesar de que muchas no fueron filtradas a los medios de comunicación, algunas sí salieron en los diarios. En 2006, la Orden de Malta donó 228 mil dólares en medicamentos para el Hospital Municipal de Punta Alta y la Fundación Ideas del Sur. Para Navidad de ese mismo año, la Orden obsequió 1.800.000 dólares en medicamentos de uso frecuente a hospitales y municipios de la Argentina.
El 20 de febrero de 2014, tras más de 13 años en el cargo, Caselli le cedió el lugar al Conde austriaco Georg von Khevenhueller Metsch.

## River Plate
Antonio Caselli dio sus primeros pasos en la política del Club Atlético River Plate en el año 2005, cuando fue elegido como Vocal Titular por la lista Frente Riverplatense de sus Socios. 
En el año 2006, por grandes diferencias con el entonces presidente José María Aguilar, Caselli presenta la renuncia a su cargo de Secretario de Actas.
La razón principal de su dimisión fue su férrea oposición al famoso "combo de juveniles", una operación que constaba en la venta de los porcentajes de 16 juveniles, entre ellos Gonzalo Higuaín, Juan Pablo Carrizo y Diego Buonanotte. Aguilar luego dejaría el Club con una deuda histórica en ese tiempo de más de 190 millones de pesos.

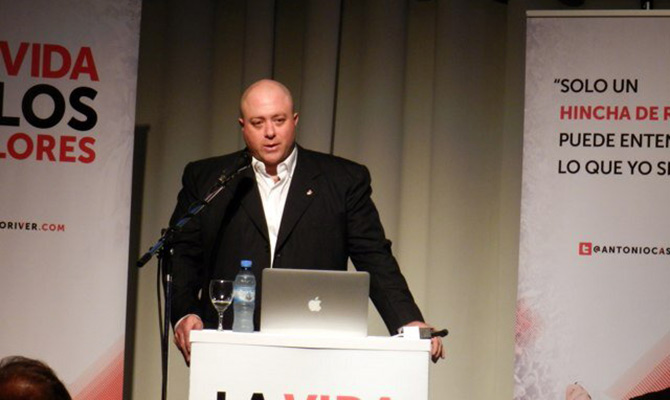
Antonio Caselli brindando una conferencia previo a las elecciones del Club Atlético River Plate en 2013

En las elecciones de River del 2009, Antonio Caselli se presentó como candidato a presidente de la oposición y salió tercero con 2.765 votos, hecho que ningún tercero en una elección en River logró jamás.
Nuevamente, en 2013, Caselli apareció en la contienda por la presidencia del club de Nuñez como líder del frente Primero River. En una elección histórica, donde votó más del 44% del padrón, quedó en segundo lugar con 6.378 votos, detrás de la lista encabezada por Rodolfo D'onofrio. Su hijo Franco Caselli actuó como su jefe de campaña.
Actualmente, Antonio Caselli es el segundo candidato más votado de la historia Riverplatense con un total de 9.143 votos conseguidos en dos elecciones, por detrás de Rodolfo D'onofrio.

### Resultados electorales

#### 2009
| Candidato                   | Candidato                   | Agrupación                  | Votos  | %       |
| --------------------------- | --------------------------- | --------------------------- | ------ | ------- |
|                             | Daniel Passarella           | Liderazgo Riverplatense     | 5 289  | 37,15%  |
|                             | Rodolfo D'Onofrio           | Con River Toda la Vida      | 5 287  | 37,14%  |
|                             | Antonio Caselli             | Primero River               | 2 765  | 19,42%  |
|                             | Daniel Kipper               | Votá por River              | 448    | 3,15%   |
|                             | Mariano Mera Figueroa       | Dueños                      | 431    | 3,03%   |
| Total de votos válidos      | Total de votos válidos      | Total de votos válidos      | 14 220 | 99,80%  |
| Votos nulos y blancos       | Votos nulos y blancos       | Votos nulos y blancos       | 17     | 0,20%   |
| Total de empadronados       | Total de empadronados       | Total de empadronados       | 30 600 | 30 600  |
| Total de mesas              | Total de mesas              | Total de mesas              | 31     | 31      |
| Total de sufragios emitidos | Total de sufragios emitidos | Total de sufragios emitidos | 14 237 | 100,00% |

#### 2013
| Candidato                   | Candidato                   | Agrupación                  | Votos  | %       |
| --------------------------- | --------------------------- | --------------------------- | ------ | ------- |
|                             | Rodolfo D'Onofrio           | Un Presidente para River    | 10 248 | 55,80%  |
|                             | Antonio Caselli             | Primero River               | 6 378  | 34,70%  |
|                             | Daniel Kipper               | Unidos por River            | 1 365  | 7,43%   |
|                             | Carlos Ávila                | River con gente del Club    | 345    | 1,87%   |
| Total de votos válidos      | Total de votos válidos      | Total de votos válidos      | 18 336 | 99,84%  |
| Votos nulos y blancos       | Votos nulos y blancos       | Votos nulos y blancos       | 28     | 0,16%   |
| Total de empadronados       | Total de empadronados       | Total de empadronados       | 41 499 | 41 499  |
| Total de mesas              | Total de mesas              | Total de mesas              | 42     | 42      |
| Total de sufragios emitidos | Total de sufragios emitidos | Total de sufragios emitidos | 18 364 | 100,00% |

#### 2017
| Candidato                   | Candidato                   | Agrupación                          | Votos  | %       |
| --------------------------- | --------------------------- | ----------------------------------- | ------ | ------- |
|                             | Rodolfo D'Onofrio           | Un equipo, un Presidente para River | 14 099 | 74,70%  |
|                             | Antonio Caselli             | Primero River                       | 2 840  | 15,04%  |
|                             | Carlos Trillo               | Vamos con Trillo                    | 1 414  | 7,49%   |
|                             | Leonardo Barujel            | River de todos                      | 471    | 2,49%   |
| Total de votos válidos      | Total de votos válidos      | Total de votos válidos              | 18 824 | 99,75%  |
| Votos nulos y blancos       | Votos nulos y blancos       | Votos nulos y blancos               | 48     | 0,25%   |
| Total de empadronados       | Total de empadronados       | Total de empadronados               | 64 340 | 64 340  |
| Total de mesas              | Total de mesas              | Total de mesas                      | 65     | 65      |
| Total de sufragios emitidos | Total de sufragios emitidos | Total de sufragios emitidos         | 18 872 | 100,00% |

#### 2021
| Candidato                   | Candidato                   | Agrupación                  | Votos  | %       |
| --------------------------- | --------------------------- | --------------------------- | ------ | ------- |
|                             | Jorge Brito                 | Filosofía River             | 14 020 | 70,69%  |
|                             | Carlos Trillo               | Unidos x River Plate        | 2 839  | 14,31%  |
|                             | Antonio Caselli             | Primero River               | 2 182  | 11%     |
|                             | Luis Belli                  | Creemos                     | 745    | 3,76%   |
| Total de votos válidos      | Total de votos válidos      | Total de votos válidos      | 19 786 | 99,76%  |
| Votos nulos y blancos       | Votos nulos y blancos       | Votos nulos y blancos       | 47     | 0,24%   |
| Total de empadronados       | Total de empadronados       | Total de empadronados       | 50 481 | 50 481  |
| Total de mesas              | Total de mesas              | Total de mesas              | 80     | 80      |
| Total de sufragios emitidos | Total de sufragios emitidos | Total de sufragios emitidos | 19 833 | 100,00% |

## Burgos Club de Fútbol
En mayo de 2019, Caselli adquirió el 90% de las acciones del Burgos Club de Fútbol. En diciembre de ese mismo año, su hijo Franco fue nombrado por la Junta General de Accionistas del Burgos CF como presidente de la institución.
En la era de los Caselli se relanzó la Fundación Burgos Club de Fútbol, a cargo de Julián Alonso y Candela Blanco. También durante la era Caselli finalizaron las reformas llevadas a cabo por el Ayuntamiento de Burgos en el Estadio Municipal El Plantío, en el que se invirtieron 5.938.923 euros por parte del consistorio.
El Burgos CF finalizó el año 2020 en la decimocuarta posición del Grupo 2, con seis partidos ganados, cinco empatados y nueve perdidos. Michu asumió como director deportivo luego de que César Traversone fuera destituido. El equipo acabó en 8.ª posición, logrando clasificarse para la Copa del Rey. Por lo que la temporada 2020-21 disputará la competición por decimoquinta vez en su historia.
Los Caselli, con fuerte historial en el ecosistema del Club Atlético River Plate, lograron las contrataciones de Marcelo Barovero y Leonardo Pisculichi, ambos con pasado exitoso en el club argentino.
El equipo acabó la temporada en la 8.ª posición, logrando clasificarse para la Copa del Rey. Por lo que la temporada 2020-21 disputó la competición por decimoquinta vez en su historia. En la temporada 20/21, tras quedar primero de grupo, el conjunto blanquinegro ganó los playoffs de ascenso, ambos por un gol a cero frente al CD Calahorra en semifinales y al Athletic de Bilbao B en la final disputada en el Francisco de la Hera, con gol de Saúl Berjón, logrando el ascenso a la segunda división para la temporada 21-22, después de 20 años sin estar.